# Noel Valladares
Noel Valladares, född 3 maj 1977, är en honduransk före detta fotbollsspelare, som spelade som målvakt. 
Han spelade för Honduras landslag, bland annat i VM 2010 och VM 2014. Han spelade 135 landskamper.